# میناموتو نو تامه‌تومو
میناموتو نو تامه‌تومو (به ژاپنی: 源 為朝 Minamoto no Tametomo); ۱ ژانویهٔ ۱۱۳۹ – ۲۳ آوریل ۱۱۷۰) سامورایی اهل ژاپن بود که در شورش هوگن در سال ۱۱۵۶ جنگید. وی پسر  میناموتو نو تامه‌یوشی، برادر میناموتو نو یوکی‌ایه و میناموتو نو یوشیتومو بود.